# Deep End
Pour plus de détails, voir Fiche technique et Distribution.
Deep End, également intitulé Grand Bain, est un film britannico-ouest-allemand réalisé par Jerzy Skolimowski, sorti en 1970. Il a d'abord été présenté à la Mostra de Venise avant de sortir en salles à partir de l'année suivante.
Peinture crépusculaire du Swinging London finissant, où la révolution sexuelle débouche sur la marchandisation des corps et des sentiments, Deep End a été un succès public et critique immédiat, avant de disparaître des écrans jusqu'à sa ressortie en salle et en DVD en version restaurée en 2011.
Le titre du film fait allusion à l'expression anglaise « to be thrown in at the deep end » (« être jeté tout de suite dans le bain »).
Si ce « deep end » désigne le fond de la piscine (en raison de la scène finale), il se réfère aussi au quartier prolétaire londonien de l’East End, « antagoniste décrépi et zone refoulée du Swinging London ».

## Synopsis
Au tout début des années 1970, Mike, un adolescent de 15 ans, abandonne l'école et trouve un premier travail dans un établissement de bains publics d'un quartier pauvre de Londres. Il passe dès lors son temps dans l'univers crasseux et sordide de la piscine.
Il tombe amoureux d'une employée plus âgée que lui, Susan. Mais la jalousie l'envahit car elle arrondit ses fins de mois en proposant ses charmes à la clientèle masculine.

## Fiche technique
- Titre original : Deep End
- Titre alternatif français : Grand Bain
- Réalisation : Jerzy Skolimowski
- Scénario : Jerzy Skolimowski, Jerzy Gruza et Boleslaw Sulik
- Musique : Can (morceau Mother Sky[5]) et Cat Stevens (chanson But I Might Die Tonight)
- Photographie : Charly Steinberger
- Montage : Barrie Vince
- Costumes : Ursula Sensburg
- Production : Helmut Jedele
- Sociétés de production : Maran Film et Kettledrum Productions
- Sociétés de distribution : Connoisseur Films  (Royaume-Uni) ; Les Films Molière (France) ; Carlotta Films (France, ressortie)
- Pays d'origine :  Royaume-Uni /  Allemagne de l'Ouest
- Format : couleurs - 1,85:1 - 35 mm - mono
- Genre : drame
- Durée : 90 minutes
- Dates de sortie :
  - Italie : 1er septembre 1970 (Mostra de Venise)
  - Royaume-Uni : 1971
  - Allemagne de l'Ouest : 20 avril 1971
  - France : décembre 1971 ; 13 juillet 2011 (ressortie en copie neuve)

## Distribution
- John Moulder-Brown : Mike
- Jane Asher : Susan
- Karl-Michael Vogler : l'instructeur de natation
- Christopher Sandford : le fiancé de Susan
- Louise Martini : la prostituée
- Erica Beer : la caissière des bains
- Anne-Marie Kuster : la réceptionniste du nightclub
- Dieter Eppler : Stoker
- Diana Dors : la cliente
- Karl Ludwig Lindt : le directeur des bains
- Eduard Linkers : le propriétaire du cinéma
- Anita Lochner : Kathy
- Will Danin : un policier
- Peter Martin : un policier
- Ursula Mellin : un client
- Sean Barry-Weske : Ruffian
- Christina Paul : une des filles des hot-dogs
- Gerald Rowland : l'ami de Mike
- Cheryl Hall : une des filles des hot-dogs
- Jerzy Skolimowski : un passager
- Uli Steigberg : le père
- Martin Urtel : le père de Mike
- Burt Kwouk : le vendeur de hot-dogs
- Erika Wackernagel : la mère de Mike
- Helga Marlo : Dr. Fiedler, dans le film X Dr. Fiedler's The Science of Sex

## Production

### Scénario
Le réalisateur souhaitait « mettre [ses] personnages dans des situations précises, dans un décor précis. » Il envisage un moment de placer l'action dans une usine, mais il estime que ce serait un décor avec trop de bruit et trop de personnages. Il envisage ensuite que cela se passe dans une boucherie, mais l'idée du sang lui semble trop dure. Il se décide finalement pour une piscine pour l'aspect apaisé de l'endroit.

### Tournage
Le film a été tourné à Munich et à Londres, pour les scènes de piscine. Le réalisateur a en effet jugé qu'il était impossible de filmer dans une piscine allemande car « il suffit de voir une piscine allemande pour se rendre compte qu'elle est vraiment allemande. » Le couloir et les vestiaires sont des décors créés à partir des souvenirs qu'a le réalisateur des bains publics polonais qu'il a fréquentés plus jeune. Il dit qu'il a voulu ce décor « sale et laid, vert et bleu. »

## Accueil

### Accueil critique
Deep End reçut un excellent accueil critique et public lors de sa première sortie en salle et il fut presque immédiatement classé dans la catégorie des « films culte. » Présenté à la Mostra de Venise, il fut considéré comme le plus sérieux prétendant à l'obtention du Lion d'or, si celui-ci avait été décerné cette année-là (de 1969 à 1979, la Mostra eut lieu sans palmarès).

En 2011, pour Olivier Père, Deep End est un chef-d'œuvre : 

« Le film enfin restauré avec ses rutilantes couleurs pop venant balafrer la grisaille londonienne est un chef-d’œuvre de mélancolie et de cruauté, ancêtre pas si lointain des teen-movies sensibles signés Gus Van Sant dans son exploration empathique des émois définitifs de l’adolescence. »

### Distinctions
- BAFTA Awards 1972 : nomination au BAFTA Award de la meilleure actrice dans un second rôle pour Jane Asher

## Analyse
La majeure partie de l'action du film se déroule dans un établissement de bains publics londoniens aux couleurs « pop », mais poisseuses et défraîchies, qui sont comme la métaphore de la décadence de la période du Swinging London, dont l'un des sex symbol, l'actrice Diana Dors interprète un petit rôle dans le film où elle apparaît « adipeuse, bouffie, méconnaissable [...] symbole vivant de la fin d'une époque. » La Révolution sexuelle opérée à la fin de la décennie précédente a donné naissance à une réification et à une marchandisation effrénée des corps, dans un monde où, par une curieuse inversion des valeurs, un jeune homme romantique qui avoue des sentiments amoureux se voit traité de « sale petit pervers » par le gérant d'une salle de cinéma qui diffuse des films pornographiques.

## Autour du film
- Jerzy Skolimowski apparaît en caméo dans la scène du métro, où il figure un passager lisant un journal communiste[9].
- Étienne Daho est un admirateur inconditionnel du film, qui l'a marqué en tant qu'adolescent[10].